# Тимано-Печорская плита
Тимано-Печорская (Печорская) плита — геологическая плита, участок эпибайкальской платформенной области («эпи» означает «после»), прикрытый мощным осадочным чехлом. Плита имеет пологий холмистый рельеф, абсолютные высоты в среднем не превышают 100—150 метров. Находится на крайнем северо-востоке Европейской части России. С севера плита раскрывается в сторону шельфа Баренцева моря, с запада и юго-запада она ограничена Западно-Тиманским краевым швом, с востока — Уральской складчатой системой и Пайхойским поднятием. Делится на внешнюю (северо-восточную) и внутреннюю (юго-западную) зоны. В состав Тимано-Печорской плиты на суше входят: Канин-Тиманская гряда, надвинутая на край Русской плиты, Ижмо-Печорская впадина, Малоземельско-Колгуевская моноклиналь, Печоро-Колвинский силурийский авлакоген; Хорейверская впадина, наложенная на Большеземельский погребённый свод, Варандей-Адзьвинский блок и система Предуральско-Предпайхойских прогибов. Морская часть Тимано-Печорской плиты отделяется от Свальбардской (Баренцевоморской) плиты разломом, расположенным на траверзе пролива Карские Ворота.